# Музей Цадкин
Музеят „Цадкин“ е посветен на дейността на скулптора от беларуски произход Осип Цадкин (1890 – 1967). Намира се близо до Люксембургската градина в 6-и арондисман на адрес: 100 bis, rue d'Assas, Париж, Франция.
Основан е от Валентин Пра (Valentine Prax) – съпругата на Цадкин, която е дарила имота и личната си колекция на общината на град Париж. Открит е след смъртта ѝ през 1982 г.
По-късно е обогатил колекцията си чрез покупки. Днес притежава над 400 скулптури, 500 картини, гвашове, гоблени и фотографии. От 1995 г. насам музеят ежегодно прави по 3 – 4 експозиции на модерно изкуство.
Отворен е ежедневно (без понеделник). Посещението му е безплатно, освен при наличието на други изложби в него. Разполага се в 2 малки сгради с прекрасна градинка, в която под открито небе са разположени много произведения на скулптора. Посещението на тази градинка е безплатно. Най-близките метростанции са Port-Royal и Vavin.